# Quaresma (Film)
Quaresma Portugiesisch für: Fastenzeit ist ein Filmdrama des portugiesischen Filmregisseurs José Álvaro Morais aus dem Jahr 2003. Der Film spielt in Portugal und Dänemark und war der letzte Film des Regisseurs.

## Handlung
David ist mit Lúcia verheiratet, hat eine kleine Tochter, und wird mit seiner kleinen Familie aus beruflichen Gründen bald nach Dänemark umziehen. Dann jedoch stirbt sein Großvater, und er muss in seinen Heimatort im ländlichen Umland von Covilhã, zum alten Familiensitz der Unternehmerfamilie, mit der er jedoch immer weniger Kontakt pflegt.
Aus dem Kurzbesuch zur Beerdigung werden mehrere Tage. David lernt dabei die direkte, aber verträumte und geistig oft verwirrte Frau seines Cousins Gui kennenlernt. David macht Ausflüge in die Umgebung der Serra da Estrela, zu verfallenen Ruinen und rauen Landschaften, mal nur mit Ana und mal mit Ana und Gui. Die genauso sinnliche wie geistig labile Ana zieht ihn immer stärker in den Bann. Als Gui ihn und Ana alleine in einer großen Berghütte übernachten lässt, kommen sie sich näher.
Nach der unklar bleibenden Ermordung Pis, einem vertrauten Freund und Cousin der Familie, bricht David nun wie geplant zu Frau und Kind nach Lissabon auf und geht mit ihnen nach Dänemark, während Ana im Kreise der Familie zurückbleibt, vom Todesfall völlig verwirrt.
Einige Zeit später kommt die weiterhin sichtbar verwirrte Ana nach Dänemark zu Besuch. Lúcia bemüht sich, Ana freundlich aufzunehmen, ist aber zunehmend über die introvertierte Ana verärgert, die sich merkwürdig abwesend verhält und die unbeschwerte Familienharmonie stört. Ana taut im Laufe der Zeit etwas auf, hilft im Haushalt und mit der kleinen Tochter und verhält sich bald wie eine Hausangestellte. Lúcia kommt mit den Eigenarten Anas jedoch nicht klar, möchte ihr die Tochter nicht anvertrauen und hält sie generell für kaum zurechnungsfähig.
Dann entdeckt David, dass Ana ein zärtliches Verhältnis zu einem dänischen Nachbarn hat, mit dem sie sich ohne große Worte verständigt. David reagiert eifersüchtig und ruft Anas Mann Gui an, um ihm von den Schwierigkeiten mit Ana zu erzählen. Lúcia bemerkt Davids Eifersucht und reagiert selbst eifersüchtig.
Als Gui aus Portugal anreist, um Ana abzuholen, findet er sie verwirrt vor. Die Situation beruhigt sich, und Lúcia und Ana verstehen sich jetzt besser. Währenddessen zeigen die Blicke zwischen Ana und David weiterhin eine emotionale Anziehung, sie haben sich aber inzwischen zu weit voneinander entfernt. Ana reist schließlich mit Gui nach Portugal zurück, und David bleibt in Dänemark, wo er mit seiner Frau weiter seine Tochter großzieht.

## Rezeption
Der Film hatte am 17. Mai 2003 Premiere, bei den Internationalen Filmfestspielen von Cannes 2003. In Portugal wurde er erstmals am 4. Juli 2003 beim 11. Kurzfilmfestival Curtas Vila do Conde außerhalb des Wettbewerbs gezeigt und kam am 3. Oktober 2003 in die Kinos, wo er mit 4.114 Zuschauern nur ein etwas breiteres Interesse als lediglich das der Cineasten wecken konnte.
Quaresma war bei den Globos de Ouro 2004 in den Kategorien bester Film und beste Schauspielerin (Beatriz Batarda) nominiert.
Am 6. April 2019 lief er erstmals im Fernsehen, bei RTP2.
Der Film erschien 2005 als DVD bei ZON/Lusomundo, im Rahmen einer Werkschau des 2004 verstorbenen Regisseurs und mit dessen Beitrag zur Fernsehreihe Cantigamente (Folge 3) als Teil des Bonusmaterials.